# 諾登費爾德
諾登費爾德（荷蘭語：Noordenveld）是荷蘭的一個市镇，位於荷蘭東北部。在行政區劃上，諾登費爾德屬於德倫特省。

## 外部連結
- 官方网站